# Localități din România cu nume schimbate
În secolul al XX-lea, numeroase localități din România și-au schimbat numele din diferite motive. De exemplu, orașul Brașov a fost numit Orașul Stalin de către regimul comunist pentru omagierea liderului sovietic. Unele dintre aceste nume au revenit la denumirea originală; Brașov, de exemplu,  și-a redobândit vechiul nume, în perioada destalinizării și promovării unei politici oarecum independente față de Uniunea Sovietică. Tot în timpul regimului comunist, unor localități li s-au schimat numele pentru evitarea amintirii unor fruntași politici din perioada de dinainte de comunism. Un exemplu concludent este acela al localității Brăduleț, din județul Argeș, care inițial se numea Brătieni. După căderea comunismului, nu s-a revenit la vechiul nume al acestei așezări. După moartea liderului comunist român, Gheorghe Gheorghiu-Dej, orașul Onești, din județul Bacău, a primit numele acestuia, însă după prăbușirea comunismului, localitatea a revenit la numele inițial.
Motivul numeroaselor modificări ale numelor unor localități transilvănene sau bănățene a fost de a le da o formă mai apropiată de numele localităților din Vechiul Regat. Alte localități au primit nume noi, pentru omagierea unor personalități și evenimente din istoria și cultura românilor. Situații similare au avut loc și în Dobrogea, în perioada când acest teritoriu s-a integrat în România, după obținerea Independenței statului român. 
Altor localități li s-au schimbat numele pentru evitarea unor nume hilare, ori dezonorante.

## Județul Alba
| Nume original              | Nume schimbat, perioada                     |
| -------------------------- | ------------------------------------------- |
| Arada                      | Horea, județul Alba, din 1968               |
| Bedeleu                    | Izvoarele, județul Alba                     |
| Cacova Aiudului            | Livezile, județul Alba, după 1956           |
| Cacova Sebeșului           | Dumbrava, județul Alba                      |
| Cioara                     | Săliștea, județul Alba                      |
| Ciuciu                     | Stâna de Mureș, județul Alba, după 1956     |
| Ciufud                     | Izvoarele, județul Alba, din 1967           |
| Ciunga                     | Uioara de Jos, județul Alba, din 1967       |
| Coșlar                     | Coșlariu, județul Alba, din anii 1960       |
| Cucerdea Secuiască         | Lunca Mureșului, județul Alba               |
| Dumbrău                    | Dumbrava, județul Alba                      |
| Felaiud                    | Aiudul de Sus, județul Alba                 |
| Feldioara Secuiască        | Războieni-Cetate, județul Alba              |
| Gârbova Ungurească         | Gârbova de Jos, județul Alba, din anii 1960 |
| Hususău                    | Valea Lungă, județul Alba, din anii 1960(?) |
| Lăpuș                      | Arieșeni, județul Alba, din 1925–1926       |
| Limba                      | Dumbrava, județul Alba, 1958-2004           |
| Lopadea Românească         | Lopadea Veche                               |
| Lopadea Ungurească         | Lopadea Nouă                                |
| Măhaciu                    | Măhăceni, județul Alba, din 1925–1926       |
| Ofenbaia                   | Baia de Arieș, județul Alba                 |
| Petrifalău sau Sânpetru    | Petrești, județul Alba                      |
| Pianu Românesc             | Pianu de Sus, județul Alba, din anii 1960   |
| Pianu Săsesc               | Pianu de Jos, județul Alba, din anii 1960   |
| Săcătura                   | Vadu Moților, județul Alba                  |
| Sebeșul Săsesc (Sas-Sebeș) | Sebeș, județul Alba                         |
| Sovaș                      | Geoagiu de Sus, județul Alba                |
| Spini                      | Lunca Târnavei, județul Alba                |
| Tâmpăhaza                  | Rădești, județul Alba, din anii 1920        |
| Trascău                    | Rimetea, județul Alba, din anii 1960 (?)    |
| Trascău-Sângeorgiu         | Colțești, județul Alba, din 1925–1926       |
| Uioara                     | Ocna Mureș, județul Alba, din anii 1960(?)  |
| Vaidasig                   | Gura Arieșului, județul Alba, din anii 1970 |
| Vale                       | Vălișoara, județul Alba                     |
| Valea Dosului              | Izvoru Ampoiului, județul Alba              |
| Vereșmart                  | Unirea II, județul Alba, anii 1970          |
| Vidra de Sus               | Avram Iancu, județul Alba                   |
| Vințu de Sus               | Unirea, județul Alba, anii 1970             |

## Județul Arad
| Nume original                    | Nume schimbat, perioada                                                                                                   |
| -------------------------------- | --- |
| Aciuva                           | Avram Iancu, județul Arad, din 1926                                                                                       |
| Cherechiu                        | Caporal Alexa, județul Arad, după 1944                                                                                    |
| Ciuciu                           | Vârfurile, județul Arad, din 1925–1926                                                                                    |
| Curtici                          | Decebal, județul Arad, anii 1930 - 1940                                                                                   |
| Engelsbrunn                      | Fântânele, județul Arad                                                                                                   |
| Glogovăț                         | Vladimirescu, județul Arad                                                                                                |
| Govoșdia                         | Mocioni, apoi Nicolae Bălcescu, județul Arad                                                                              |
| Groși                            | Groșeni, județul Arad |
| Iratoșul Mic                     | Dorobanți, județul Arad, din 1925–1926                                                                                    |
| Lunca Teuzului                   | Vasile Goldiș, județul Arad, din anul 2002, vezi Arhivat în 22 februarie 2008, la Wayback Machine.                        |
| Mocirla                          | din 1964 Lunca Teuzului, iar din 2002 Vasile Goldiș, județul Arad, vezi Arhivat în 22 februarie 2008, la Wayback Machine. |
| Otlaca                           | Grăniceri, județul Arad, din 1925–1926                                                                                    |
| Pănatul Nou                      | Horia, Arad, județul Arad                                                                                                 |
| Pecica Română                    | Pecica Veche, azi Pecica, județul Arad                                                                                    |
| Pecica Ungurească                | Rovine, azi Pecica, județul Arad                                                                                          |
| Satu Rău                         | Brazii, județul Arad |
| Sărdini                          | Frumușeni, județul Arad                                                                                                   |
| Sfânta-Ana                       | Sântana, județul Arad |
| Tornea                           | Turnu, județul Arad, din 1925–1926                                                                                        |
| Traunau                          | Aluniș, județul Arad, din 1967                                                                                            |
| Utviniș                          | Andrei Șaguna, județul Arad                                                                                               |
| Vădas                            | Vânători, județul Arad |
| Vărșandul Vechi și Vărșandul Nou | Olari, județul Arad |
| Wiesenhaid                       | Tisa Nouă, județul Arad, după 1945                                                                                        |
| Zădărlac                         | Zădăreni, județul Arad |
| Zerindul Mic                     | Luntreni, din 1925–1926, azi Zerindu Mic, județul Arad                                                                    |

## Județul Argeș
| Nume original    | Nume schimbat, perioada                                               |
| ---------------- | --------------------------------------------------------------------- |
| Brătieni         | Brăduleț, județul Argeș, din 1949                                     |
| Dealu Boului     | Dealu Pădurii , județul Argeș, din 1965                               |
| Florica          | Partizanii (din 1949), Ștefăneștii Noi, județul Argeș, 1965 - prezent |
| Lagăr            | Nejlovelu, județul Argeș                                              |
| Valea Boierească | Viișoara, județul Argeș, din anii 1950                                |
| Valea Porcului   | Alunișu, județul Argeș, din 1965                                      |
| Vieroși          | Făgetu, județul Argeș, din 1965                                       |
| Zeama Rece       | Recea, județul Argeș, din 1965                                        |

## Județul Bacău
| Nume original | Nume schimbat, perioada                                                           |
| ------------- | --------------------------------------------------------------------------------- |
| Gunoaia       | Movilița, județul Bacău                                                           |
| Onești        | Gheorghe Gheorghiu Dej, județul Bacău, 1965-1990                                  |
| Uifalău       | Ferdinand în perioada interbelică, Nicolae Bălcescu, județul Bacău, din anul 1948 |
| Uifalău       | Traian, județul Bacău, din anii (???)                                             |
| Unguri        | Arini, județul Bacău, din anul 1967                                               |

## Județul Bihor
| Nume original                       | Nume schimbat, perioada                       |
| ----------------------------------- | --------------------------------------------- |
| Asonvașar                           | Târgușor, județul Bihor                       |
| Beznea                              | Delureni, județul Bihor                       |
| Călugări                            | Ponoarele, după 1956                          |
| Cârpeștii Mari sau Cârpeneștii Mari | Cornișești, județul Bihor, din 1964           |
| Cârpeștii Mici                      | Zăvoiu                                        |
| Chiniz                              | Voivozi, județul Bihor, din 1950              |
| Fileghihaz                          | Roșiori, județul Bihor                        |
| Lazuri                              | Lăzăreni, județul Bihor                       |
| Mihaifalău                          | Valea lui Mihai, județul Bihor, din anii 1920 |
| Mociar                              | Dumbrava, județul Bihor, după 1956            |
| Negru                               | Grădinari, județul Bihor                      |
| Oradea Mare                         | Oradea, județul Bihor, din 1925               |
| Pățal                               | Viișoara, județul Bihor                       |
| Popfalău                            | Popești, județul Bihor                        |
| Râtu Blaghii                        | Vâlcelele, județul Bihor, din 1968            |
| Macia, apoi Regele Ferdinand        | Livada de Bihor, județul Bihor, din 1948      |
| Chemenfoc, apoi Regina-Maria        | Avram Iancu, județul Bihor, după 1945         |
| Sânmiclăuș                          | Sânnicolau de Munte, județul Bihor            |
| Sohodol                             | Izbuc, județul Bihor                          |
| Ștei                                | Orașul Dr. Petru Groza, din 1958-1990         |

## Județul Bistrița-Năsăud
| Nume original                       | Nume schimbat, perioada                                                       |
| ----------------------------------- | ----------------------------------------------------------------------------- |
| Aldorf                              | Unirea, județul Bistrița-Năsăud, din 1959                                     |
| Ambriciu                            | Breaza, județul Bistrița-Năsăud, din 1925–1926                                |
| Arpașteu                            | Braniștea, județul Bistrița-Năsăud                                            |
| Beșineu                             | Viișoara, Bistrița-Năsăud, județul Bistrița-Năsăud                            |
| Bileag                              | Domnești, Bistrița-Năsăud, județul Bistrița-Năsăud                            |
| Budatelec                           | Budești, județul Bistrița-Năsăud                                              |
| Budurlău                            | Budurleni, județul Bistrița-Năsăud                                            |
| Canciu                              | Dumbrăveni, județul Bistrița-Năsăud                                           |
| Cepan                               | Cepari, județul Bistrița-Năsăud, din 1925–1926                                |
| Chibulcut                           | Fântânița, județul Bistrița-Năsăud                                            |
| Chiciudul de Câmpie                 | Miceștii de Câmpie, județul Bistrița-Năsăud                                   |
| Ciceu-Cristur                       | Cristeștii Ciceului, județul Bistrița-Năsăud                                  |
| Curtuiușul Becleanului              | Perișor, județul Bistrița-Năsăud, din 1925–1926                               |
| Dicea Ungurească                    | Cireșoaia, județul Bistrița-Năsăud, din 1925–1926                             |
| Diug                                | Dumbrăvița, județul Bistrița-Năsăud                                           |
| Ferihaza                            | Albeștii Bistriței, județul Bistrița-Năsăud                                   |
| Fiscut                              | Sălcuța, județul Bistrița-Năsăud                                              |
| Friș                                | Lunca, județul Bistrița-Năsăud                                                |
| Găureni                             | Alunișul, județul Bistrița-Năsăud, după 1956                                  |
| Ghicindul de Câmpie                 | Miceștii de Câmpie, județul Bistrița-Năsăud, din 1925–1926                    |
| Hordău                              | Coșbuc, județul Bistrița-Năsăud                                               |
| Iad                                 | Livezile, județul Bistrița-Năsăud, din 1968                                   |
| Iuda                                | Viile Tecii, județul Bistrița-Năsăud                                          |
| Iuș                                 | Fântânele, județul Bistrița-Năsăud                                            |
| Jireag                              | Florești, județul Bistrița-Năsăud                                             |
| Lumperd                             | Zoreni, județul Bistrița-Năsăud, din 1925–1926                                |
| Mogoșmort                           | Mogoșeni, Bistrița-Năsăud, județul Bistrița-Năsăud                            |
| Nimigea Română                      | Nimigea de Sus, județul Bistrița-Năsăud                                       |
| Nimigea Ungurească                  | Nimigea de Jos, județul Bistrița-Năsăud                                       |
| Nușfalău                            | Nușeni, Bistrița-Năsăud, județul Bistrița-Năsăud                              |
| Nușfalău                            | Mărișelu, județul Bistrița-Năsăud                                             |
| Pintic                              | Slătinița, județul Bistrița-Năsăud, din 1925                                  |
| Prislop                             | Liviu Rebreanu, Bistrița-Năsăud, județul Bistrița-Năsăud, din 1958            |
| Reteag                              | Petru Rareș, Bistrița-Năsăud, județul Bistrița-Năsăud                         |
| Sânmiclăuș                          | Sânnicoară, județul Bistrița-Năsăud                                           |
| Șimontelnic                         | Simionești, județul Bistrița-Năsăud                                           |
| Șirling                             | Măgurele, județul Bistrița-Năsăud                                             |
| Tradam (din germană Unter dem Damm) | Jidovița, azi parte a orașului Năsăud, județul Bistrița-Năsăud, din 1925–1926 |
| Uifalău                             | Corvinești, județul Bistrița-Năsăud                                           |
| Uilacul de Câmpie                   | Delureni, județul Bistrița-Năsăud                                             |
| Vireag                              | Florești, județul Bistrița-Năsăud                                             |
| Virișhaza                           | Strugureni, județul Bistrița-Năsăud                                           |

## Județul Botoșani
| Nume original | Nume schimbat, perioada    |
| ------------- | -------------------------- |
| Buhai         | Pădureni, județul Botoșani |

## Județul Brașov
| Nume original                                                   | Nume schimbat, perioada                                    |
| --------------------------------------------------------------- | ---------------------------------------------------------- |
| Beșimbac                                                        | Olteț, județul Brașov, de prin ~1928                       |
| Brașov                                                          | Orașul Stalin, 8 septembrie 1950 - 24 decembrie 1960       |
| Cohalm                                                          | Rupea, județul Brașov, după 1922                           |
| Ianoșfalău, Inoșfalău                                           | Ionești, județul Brașov, din perioada interbelică (?)      |
| Mucundorf                                                       | Grânari, județul Brașov                                    |
| Netotu                                                          | Gura Văii, din 1964                                        |
| Săplac                                                          | Bunești, județul Brașov, din 1925–1926                     |
| Ștena                                                           | Dacia, județul Brașov, din 1941                            |
| Țânțari                                                         | Dumbrăvița, județul Brașov, din 1964                       |
| Ucea Fabricii Ucea Roșie Ucea-Colonie                           | Victoria, județul Brașov, după 1953                        |
| Vaida-Recea (Recea Voievodală) Telechi-Recea (Recea Telechiană) | Recea, prin contopire după cel de-Al Doilea Război Mondial |
| Voivodenii Mari Voivodenii Mici                                 | Voivodeni, județul Brașov, prin contopire                  |
| Valendorf                                                       | Văleni, județul Brașov                                     |

## Județul Brăila
| Nume original        | Nume schimbat, perioada                          |
| -------------------- | ------------------------------------------------ |
| Cioara               | Bărăganul, județul Brăila, din anii 1950?        |
| Șchiaua              | Căldărușa, județul Brăila, din anii 1950?        |
| Șcheaua Nouă         | Constantin Gabrielescu, județul Brăila, din 1923 |
| Osmanu               | Unirea, județul Brăila, din anii 1950?           |
| Slujitorii Albotești | Zăvoaia, județul Brăila, din anii 1950?          |

## Județul Buzău
| Nume original | Nume schimbat, perioada             |
| ------------- | ----------------------------------- |
| Mircești      | Nenciu, județul Buzău, din anii ?   |
| Viperești     | Plaiurile, județul Buzău, 1964-1968 |

## Județul Caraș-Severin
| Nume original  | Nume schimbat, perioada                            |
| -------------- | -------------------------------------------------- |
| Cacova Mare    | Grădinari, județul Caraș-Severin                   |
| Căvăran        | Constantin Daicoviciu, județul Caraș-Severin       |
| Cârpa          | Valea Timișului, județul Caraș-Severin             |
| Chiroi         | Tirol, județul Caraș-Severin, din 1924             |
| Crâjma         | Măgura, județul Caraș-Severin, din 1964            |
| Ferdinandsberg | Ferdinand, apoi Oțelu Roșu, județul Caraș-Severin  |
| Greovăț        | Greoni, Caraș-Severin, județul Caraș-Severin       |
| Jidovin        | Berzovia, județul Caraș-Severin                    |
| Langofăt       | Câmpia, județul Caraș-Severin                      |
| Maidan         | Brădișoru de Jos, județul Caraș-Severin, după 1956 |
| Macevici       | Măcești, județul Caraș-Severin                     |
| Moritzfeld     | Măureni, județul Caraș-Severin                     |
| Rudaria        | Eftimie Murgu, județul Caraș-Severin, din 1970     |
| Socolovăț      | Socol, județul Caraș-Severin                       |
| Weidenthal     | Brebu Nou, județul Caraș-Severin                   |
| Valea Boului   | Păltiniș, județul Caraș-Severin, după 1956         |
| Wolfsberg      | Gărâna, județul Caraș-Severin                      |

## Județul Călărași
| Nume original        | Nume schimbat, perioada                                          |
| -------------------- | ---------------------------------------------------------------- |
| Crângul-Fundulele    | Fundulea, județul Călărași                                       |
| Șocariciu            | Unirea, județul Călărași, (în trecut județul Ialomița), din 1964 |
| Lichirești, Știrbeiu | Călărași                                                         |

## Județul Cluj
| Nume original                          | Nume schimbat, perioada                      |
| -------------------------------------- | -------------------------------------------- |
| Agârbiciu                              | Viișoara, județul Cluj                       |
| Badoc                                  | Bădești, județul Cluj, din 1925–1926         |
| Bagin sau Bagiu                        | Bădeni, județul Cluj                         |
| Banabic                                | Vâlcele, județul Cluj                        |
| Bánffy-Dângău                          | Dângău Mare                                  |
| Beiul de Câmpie                        | Boian, județul Cluj                          |
| Benediug                               | Mănăstirea, județul Cluj, din 1925–1926      |
| Berechiș                               | Borzești, județul Cluj, din 1925–1926        |
| Bicalat                                | Făgetu Ierii, județul Cluj                   |
| Bodhaza                                | Boteni, județul Cluj                         |
| Bogata Română                          | Bogata de Jos, județul Cluj                  |
| Bogata Ungurească                      | Bogata de Sus, județul Cluj                  |
| Budaveche                              | Vechea, județul Cluj                         |
| Buduș                                  | Vâlcelele, județul Cluj                      |
| Călian                                 | Căianu, județul Cluj, din 1925–1926          |
| Cârcedea                               | Stejeriș, județul Cluj, din 1925–1926        |
| Ceagz                                  | Pietroasa, județul Cluj, din 1925–1926       |
| Ceanul Deșert                          | Ceanu Mic, județul Cluj                      |
| Checichehata                           | Căprioara, județul Cluj                      |
| Chendru                                | Cornești, județul Cluj, din 1925–1926        |
| Cheseu, Chiseu                         | Chesău                                       |
| Chiced                                 | Aluniș, județul Cluj                         |
| Chiced-Silivaș                         | Pruneni, județul Cluj                        |
| Chiend                                 | Plăiești, județul Cluj, din 1925–1926        |
| Chintău                                | Chinteni, județul Cluj, din 1925–1926        |
| Chirău                                 | Băița, județul Cluj, din 1925–1926           |
| Ciaba                                  | Ceaba                                        |
| Cionca                                 | Săliștea Nouă, județul Cluj                  |
| Ciula                                  | Ciuleni, județul Cluj, fin 1925–1926         |
| Cluj                                   | Cluj-Napoca, din 18 octombrie 1974           |
| Coada Teleacului                       | Câmpenești, județul Cluj, din 1924           |
| Coc                                    | Țigăreni, apoi Pădurenii, județul Cluj       |
| Comițig                                | Comșești, județul Cluj                       |
| Copand                                 | Copăceni, județul Cluj                       |
| Covaciu                                | Făureni, județul Cluj, din anii 1960         |
| Cristiș                                | Oprișani, azi cartier al municipiului Turda  |
| Cristur                                | Cristorel                                    |
| Crișeu                                 | Izvoru Crișului, județul Cluj                |
| Cubleșu Unguresc                       | Cubleșu Someșan, județul Cluj                |
| Dealu Calului                          | Poiana Horea, județul Cluj, din anii 1960(?) |
| Dingeleag                              | Livada, județul Cluj, din 1925–1926          |
| Făgădaiele Feiurdului                  | Pădureni, județul Cluj, din 1924             |
| Fechetău                               | Negreni, județul Cluj                        |
| Feiurd                                 | Feiurdeni, din 1924                          |
| Feneșel                                | Finișel, județul Cluj                        |
| Feneșu Săsesc                          | Florești, județul Cluj, din 1924             |
| Feneșu Unguresc                        | Vlaha, județul Cluj                          |
| Fodora Ungurească                      | Fodora, din 1924                             |
| Gârbăul Unguresc                       | Gârbău, din 1924                             |
| Gheorfi-Dângău                         | Dângău Mic\|                                 |
| Ghero-Oșorheiu                         | Dumbrava, județul Cluj                       |
| Ghiriș-Arieș                           | Câmpia Turzii, din 1925                      |
| Ghiriș-Sâncraiu                        | Câmpia Turzii, din 1925                      |
| Giulatelec                             | Coasta                                       |
| Giurfalău                              | Gheorghieni, județul Cluj, din 1930          |
| Grind                                  | Luncani, județul Cluj, din 1923              |
| Hărăstăș                               | Călărași, județul Cluj, din 1925–1926        |
| Hăsmaș                                 | Plaiuri, județul Cluj                        |
| Hidiș                                  | Podeni, județul Cluj, din anii 1970          |
| Hodin                                  | Huedin                                       |
| Iegeriște                              | Vânători, județul Cluj                       |
| Imbruz                                 | Mureșenii de Câmpie, județul Cluj            |
| Inău                                   | Fundătura, județul Cluj, din 1925–1926       |
| Indol                                  | Deleni, județul Cluj, din 1925–1926          |
| Jucu Unguresc                          | Jucu de Jos                                  |
| Jucu Românesc                          | Jucu de Sus                                  |
| Lita Română                            | Lita, județul Cluj                           |
| Lita Ungurească                        | Liteni, județul Cluj                         |
| Lojard                                 | Lujerdiu                                     |
| Lona                                   | Luna de Jos                                  |
| Lona Săsească                          | Luna de Sus                                  |
| Măcicașul Lung                         | Satu Lung, județul Cluj, din 1925–1926       |
| Măcicașul Unguresc                     | Măcicașu, județul Cluj                       |
| Mănăștiur                              | Mănășturel                                   |
| Mănășturul Unguresc                    | Mănăstireni, județul Cluj                    |
| Meregveghi                             | Valea Caldă, județul Cluj                    |
| Micuș                                  | Micești, județul Cluj                        |
| Mischiu                                | Cheia, județul Cluj, din 1925–1926           |
| Molosig                                | Brăișoru, județul Cluj                       |
| Morochaza                              | Tăușeni, județul Cluj                        |
| Muerău                                 | Alunișu, județul Cluj                        |
| Muerău                                 | Pădureni, județul Cluj                       |
| Nădășelu Unguresc                      | Nădășelu                                     |
| Nădășelu Românesc                      | Nadășu, din 1924                             |
| Olpret                                 | Bobâlna, județul Cluj, din 1957              |
| Oșorhei                                | Târgușor, județul Cluj                       |
| Panic                                  | Păniceni, județul Cluj, din 1925–1926        |
| Peșteș                                 | Peștera                                      |
| Petridul de Jos                        | Petreștii de Jos, județul Cluj               |
| Petridul de Mijloc                     | Petreștii de Mijloc, județul Cluj            |
| Petridul de Sus                        | Petreștii de Sus, județul Cluj               |
| Petrihaza                              | Petrești, județul Cluj                       |
| Pinticu Român                          | Pintic                                       |
| Popfalău                               | Popești, județul Cluj, din 1925–1926         |
| Pusta-Sâncraiu sau Sâncraiu Deșert     | Crăești, județul Cluj                        |
| Pusta-Sânmartin sau Sânmartinul Deșert | Mărtinești, județul Cluj                     |
| Rachișul de Arieș                      | Vălenii de Arieș, județul Cluj               |
| Rachișul Român                         | Vălișoara, județul Cluj                      |
| Sasnireș                               | Nireș                                        |
| Sămărtinu Sărat                        | Gligorești, județul Cluj, din 1945           |
| Sâmboru sau Sâmboi                     | Sâmboieni, județul Cluj                      |
| Sâmbotelec                             | Sâmboleni, județul Cluj, din 1925–1926       |
| Sâncraiu Deșert sau Pusta-Sâncraiu     | Crăești, județul Cluj                        |
| Sând                                   | Săndulești, județul Cluj                     |
| Sâniacob                               | Iacobeni, județul Cluj                       |
| Sânmartinul Deșert sau Pusta-Sânmartin | Mărtinești, județul Cluj                     |
| Sânmartinul Sărat                      | Gligorești, județul Cluj, din 1925–1926      |
| Sânmiclăuș                             | Sânnicoară, județul Cluj                     |
| Sânmihaiul de Jos și Sânmihaiul de Sus | Mihai Viteazu, județul Cluj, din anul 1941   |
| Sânmihaiu                              | Mihăiești, județul Cluj                      |
| Sânpalu Unguresc                       | Sânpaul                                      |
| Seplac                                 | Bunești, județul Cluj                        |
| Silvașul Unguresc                      | Pruniș, județul Cluj                         |
| Someșfalău                             | Someșeni, azi Cluj-Napoca                    |
| Sotelec                                | Sărata                                       |
| Suia                                   | Răzbuneni, județul Cluj, din 1925–1926       |
| Șebișu Mare                            | Valea Drăganului, județul Cluj               |
| Șebișu Mic                             | Poieni                                       |
| Șintereguț                             | Corneni, județul Cluj, din 1925–1926         |
| Șinteu                                 | Șoimeni, județul Cluj, din 1925–1926         |
| Șonfalău                               | Cornești, județul Cluj                       |
| Șomtelec                               | Cornești, județul Cluj                       |
| Știopti                                | Livada, județul Cluj                         |
| Teleap                                 | Colonia, județul Cluj                        |
| Tothaza                                | Crișeni, județul Cluj                        |
| Tritul de Jos                          | Tritenii de Jos, județul Cluj, din 1925–1926 |
| Tritul de Sus                          | Tritenii de Sus, județul Cluj, din 1925–1926 |
| Tur                                    | Tureni, județul Cluj                         |
| Țop                                    | Pădurenii, județul Cluj                      |
| Uifalăul Borșei (Uifalăul Unguresc)    | Vultureni, județul Cluj, din 1925–1926       |
| Valasut                                | Răscruci, județul Cluj                       |
| Valea Rea                              | Valea Ungurașului, județul Cluj              |
| Varfalău                               | Moldovenești, județul Cluj                   |
| Vălcăul Unguresc                       | Văleni, județul Cluj, din 1925–1926          |
| Zăpârț                                 | Băbdiu, județul Cluj                         |

## Județul Constanța
| Nume original | Nume schimbat, perioada                                                                |
| --- | -------------------------------------------------------------------------------------- |
| Acbaș | Albești, județul Constanța                                                             |
| Bairamdede | Independența, județul Constanța, din anii 1930                                         |
| Canara | Ovidiu, județul Constanța                                                              |
| Caracoium, Carachioi | Năvodari, județul Constanța                                                            |
| Cara Omer | Negru Vodă, județul Constanța, din 1926                                                |
| Caranlâc | Negureni                                                                               |
| Carmen Silva | Eforie Sud, județul Constanța                                                          |
| Câvârgic | Gura Dobrogei, județul Constanța                                                       |
| Cicrâcei, Cicrâcci | Sibioara, județul Constanța                                                            |
| Ciucurchioi | Brebeni                                                                                |
| Cocargea | Pietreni                                                                               |
| Cocoșul | Poiana                                                                                 |
| Cogealia | Valea Neagră                                                                           |
| Cuzgun / Kuzgun | Ion Corvin                                                                             |
| Hașiduluc, Hașidiuluc | Cumpăna                                                                                |
| Eforie Sud Movilă - Tekirghiol 1899-1915\| Movilă - Carmen Sylva 1915-1920\|(perioada de tranzitie)\| Carmen Sylva 1920-1948 | Eforie Sud 1965 - prezent, județul Constanța, 1949-1965                                |
| Ienidja | Deleni, județul Constanța, din anul 1940 Arhivat în 3 martie 2016, la Wayback Machine. |
| Mamuzlu, Mamuslia, Mamușlia sau Mamușlu                                                                                      | Căscioarele                                                                            |
| Murfatlar | Basarabi, județul Constanța, între 1980-2007                                           |
| Peletlia | Săcele, județul Constanța                                                              |
| Șchender | Furnica                                                                                |
| Tatlageacu Mare | Domnița Elena, județul Constanța (1929-1948)                                           |
| Domnița Elena | 23 August, județul Constanța                                                           |
| 23 August | Unirea. (1994-1996)                                                                    |
| Valea Neagră | Lumina, din 1965                                                                       |

## Județul Covasna
| Nume original | Nume schimbat, perioada                  |
| ------------- | ---------------------------------------- |
| Arpătac       | Araci, județul Covasna, din anii 1970    |
| Beșeneu       | Pădureni, județul Covasna, din anii 1960 |

## Județul Dâmbovița
| Nume original | Nume schimbat, perioada                |
| ------------- | -------------------------------------- |
| Cacova        | Neajlovu, Dâmbovița, județul Dâmbovița |
| Mahalaua      | Valea Voievozilor, Dâmbovița           |

## Județul Dolj
| Nume original | Nume schimbat, perioada                        |
| ------------- | ---------------------------------------------- |
| Risipiți      | Unirea, Dolj, județul Dolj, 18 decembrie 1964. |

## Județul Galați
| Nume original                     | Nume schimbat, perioada |
| --------------------------------- | ----------------------- |
| Fântâna Oaselor, ulterior: Oasele | Rediu, 1964             |
| Lascăr Catargiu                   | Schela, 1964            |
| Puțeni                            | Valea-Mărului, 1964     |
| Cătușa                            | Barboși (cartier), 1964 |

## Județul Giurgiu
| Nume original | Nume schimbat, perioada                     |
| ------------- | ------------------------------------------- |
| Babele        | Neajlovu, județul Giurgiu, din 1964         |
| Cacaleți      | Izvoru, județul Giurgiu, din 1964           |
| Găureni       | Teișoru, județul Giurgiu, din 1964          |
| Gâstești      | Pădureni, județul Giurgiu, din 1964         |
| Golășei       | Dealu, județul Giurgiu din 2002             |
| Podu Gâștei   | Podu Ilfovățului, județul Giurgiu, din 1964 |
| Strâmba       | Hulubești, județul Giurgiu, din 1964        |
| Uzunu         | Călugăreni, județul Giurgiu, din anii 1920  |
| Velea         | Podu Doamnei, județul Giurgiu, din 1947     |

## Județul Gorj
| Nume original        | Nume schimbat, perioada                            |
| -------------------- | -------------------------------------------------- |
| Bengeștii de Miijloc | Bengești, județul Gorj, din 1968                   |
| Borăscu              | Livada, județul Gorj, între anii 1964 - 1968       |
| Capu Dealului        | Dealu Viilor, județul Gorj, din 1968               |
| Ciuperceni           | Ciupercenii de Olteț, județul Gorj, din 1968       |
| Crasna-Ungureni      | Crasna, județul Gorj, din 1968                     |
| Frătești-Birnicii    | Frătești, județul Gorj, din 1968                   |
| Larga                | Stăncești-Larga, județul Gorj, din 1968            |
| Livada               | Borăscu, județul Gorj, din 1968                    |
| Marioara             | Valea Lungului, județul Gorj, din 1965             |
| Stejarul             | Măiag, județul Gorj, din 1968                      |
| Strâmba              | Valea Pojarului, județul Gorj, din 1964            |
| Strâmba              | Nucetu, județul Gorj, din 1964                     |
| Tândălești           | Frunza, județul Gorj, din 1968                     |
| Totea de Vladimir    | Totea, județul Gorj, din 1968                      |
| Turbați              | Dumbrăveni, județul Gorj, din 1965                 |
| Valea Boului         | Stejarul, județul Gorj, între perioada 1964 - 1968 |
| Valea lui Cîine      | Gilortu, județul Gorj, din 1965                    |
| Văluța de Sus        | Văluța, județul Gorj, din 1968                     |

## Județul Harghita
| Nume original     | Nume schimbat, perioada                                    |
| ----------------- | ---------------------------------------------------------- |
| Măgheruș          | Aluniș, județul Harghita                                   |
| Ciceu             | Petru Rareș, județul Harghita, anii 1930 - septembrie 1940 |
| Cic-Sânmihai      | Mihăileni, județul Harghita, anii 1930 - septembrie 1940   |
| Cristuru Secuiesc | I. G. Duca, județul Odorhei, din anii 1930 până în 1940    |
| Fărcașfalău       | Lupeni, județul Harghita, din anii 1960                    |
| Golumba Mare      | Porumbenii Mari, județul Harghita, din anii 1960           |
| Madefalău         | Siculeni, județul Harghita, din anii 1960 (???)            |
| Micloșfalău       | Nicolești (Ulieș), județul Harghita                        |
| Sânmiclăuș        | Nicolești (Frumoasa), județul Harghita                     |
| Sânmicloș         | Nicoleni, comuna Șimonești, județul Harghita, din 1945     |
| Sânmihaiu         | Mihăileni, comuna Șimonești, județul Harghita, din 1945    |
| Șiminfalău        | Șimonești, județul Harghita, din anii 1930                 |

## Județul Hunedoara
| Nume original     | Nume schimbat, perioada                             |
| ----------------- | --------------------------------------------------- |
| Băgara            | Valea Poienii, județul Hunedoara, din 1967          |
| Binținți          | Aurel Vlaicu, județul Hunedoara, din 1925–1926      |
| Bretea Ungurească | Bretea Streiului, județul Hunedoara                 |
| Buruene           | Păuliș, județul Hunedoara, după 1956                |
| Fărcădinu de Jos  | General Berthelot, județul Hunedoara, din anii 1980 |
| Găunoasa          | Dumbrava, județul Hunedoara, din 1967               |
| Găuricea          | Livezi, județul Hunedoara, din 1965                 |
| Grădiște          | Sarmizegetusa, județul Hunedoara, din 1941          |
| Juncul de Jos     | Dumbrava de Jos, județul Hunedoara, din 1964        |
| Juncul de Sus     | Dumbrava de Sus, județul Hunedoara, din 1964        |
| Lingina           | Izvoarele, județul Hunedoara, din 1964              |
| Mățești           | Zăvoi, județul Hunedoara, din 1964                  |
| Nevoieș           | Lunca, județul Hunedoara, din 1964                  |
| Porcurea          | Vălișoara, din 1964                                 |
| Strigoanea        | Bujoru, județul Hunedoara, din 1964                 |
| Vaca              | Crișan, județul Hunedoara                           |

## Județul Ialomița
| Nume original | Nume schimbat, perioada |
| ------------- | ----------------------- |
| Pribegi       | Stejaru                 |
| Netoți        | Păltiniș                |

## Județul Iași
| Nume original | Nume schimbat, perioada                          |
| ------------- | ------------------------------------------------ |
| Calu-Iapa     | Piatra Șoimului, județul Iași                    |
| Hermeziu      | Lunca Prutului, județul Iași, perioada 1969-1996 |
| Rediu Tătar   | Rediu, județul Iași, din 1968                    |

## Județul Ilfov
| Nume original | Nume schimbat, perioada |
| ------------- | ----------------------- |

## Județul Maramureș
| Nume original     | Nume schimbat, perioada                            |
| ----------------- | -------------------------------------------------- |
| Arghihat          | Ariniș, județul Maramureș                          |
| Bloaja            | Izvoarele, județul Maramureș                       |
| Boiereni          | Dumbrava Nouă, județul Maramureș, 1966 - ?         |
| Crăcești          | Mara, județul Maramureș, după 1956                 |
| Cuhea             | Bogdan Vodă, județul Maramureș, din anii 1980      |
| Dobriținaș        | Dumbrava, județul Maramureș                        |
| Gaura             | Valea Chioarului, județul Maramureș, din anii 1930 |
| Lăpușul Românesc  | Lăpuș, județul Maramureș                           |
| Lăpușul Unguresc  | Târgu Lăpuș, județul Maramureș, din anii 1920      |
| Mașca             | Răzoare, județul Maramureș, din 1925–1926          |
| Nireș             | Mesteacăn                                          |
| Ocna Șugatag      | Ocna Maramureșului, județul Maramureș, 1987-1990   |
| Poiana Porcului   | Fântânele, județul Maramureș                       |
| Poienile Glodului | Poienile Izei, județul Maramureș, după 1966        |
| Șilimeghiu        | Ulmeni, județul Maramureș                          |
| Valea Porcului    | Valea Stejarului, județul Maramureș, din 1964      |
| Virișmort         | Tisa, județul Maramureș, după 1956                 |

## Județul Mehedinți
| Nume original | Nume schimbat, perioada                |
| ------------- | -------------------------------------- |
| Ieșelnița     | Eșelnița, județul Mehedinți (din 1966) |

## Județul Mureș
| Nume original                  | Nume schimbat, perioada                     |
| ------------------------------ | ------------------------------------------- |
| Abafaia                        | Apalina, județul Mureș                      |
| Almașul Deșert                 | Merișor, județul Mureș                      |
| Balintfalău                    | Bolintineni, județul Mureș                  |
| Beșa                           | Stejărenii, județul Mureș, după 1956        |
| Beșineu                        | Valea Izvoarelor, județul Mureș, după 1956  |
| Brețcu                         | Breaza, județul Mureș                       |
| Budiul de Câmpie               | Papiu Ilarian, județul Mureș, din 1925–1926 |
| Cheța                          | Chețani, județul Mureș                      |
| Chimitelnic                    | Cipăieni, județul Mureș, din 1925–1926      |
| Chinceș                        | Comori, județul Mureș                       |
| Cistelnic                      | Vișinelu, județul Mureș, din 1930           |
| Craifalău                      | Crăiești, județul Mureș, din anii 1920      |
| Craifalăul de Câmpie           | Crăiești, județul Mureș, din anii 1920      |
| Cristur                        | Cristești, județul Mureș                    |
| Curticap                       | Poarta, județul Mureș                       |
| Curtifaia                      | Periș, județul Mureș                        |
| Dateș                          | Dătășeni, județul Mureș                     |
| Demeterfalău                   | Dumitrești, județul Mureș                   |
| Diciosânmărtin                 | Târnăveni, din 3 mai 1941                   |
| Dileul Român                   | Dileu Vechi, județul Mureș                  |
| Dileul Unguresc                | Dileu Nou, județul Mureș, din anii 1920     |
| Ernutfaia                      | Iernuțeni, județul Mureș                    |
| Ferihaz                        | Albești, județul Mureș, din 1924            |
| Ganfalău                       | Gănești, județul Mureș                      |
| Ghernesig                      | Gornești, județul Mureș                     |
| Grind-Cristur                  | Grindeni, județul Mureș                     |
| Hașfălău                       | Vânători, județul Mureș                     |
| Hădărău                        | Hădăreni, Mureș, județul Mureș              |
| Hărăstaș                       | Frunzeni, județul Mureș                     |
| Huduc                          | Maiorești, județul Mureș                    |
| Hundorf                        | Viișoara, județul Mureș, după 1956          |
| Ieciu                          | Brâncovenești, județul Mureș                |
| Iedu                           | Livezeni, județul Mureș                     |
| Iobăgeni                       | Valea, județul Mureș, din anul 1960         |
| Lighet                         | Dumbrava, județul Mureș                     |
| Laslăul Român                  | Laslău Mare, județul Mureș                  |
| Laslăul Săsesc                 | Laslău Mic, județul Mureș                   |
| Luca, Lucafalău                | Gheorghe Doja, județul Mureș, din anul 1952 |
| Maiereu                        | Aluniș, județul Mureș, din 1925             |
| Macfalău                       | Ghindari, județul Mureș                     |
| Malomfalău                     | Morești, județul Mureș                      |
| Mădăraș                        | Păsăreni, județul Mureș                     |
| Meneșul de Câmpie              | Herghelia, județul Mureș                    |
| Michaza                        | Călugăreni, județul Mureș                   |
| Mureșmort (Hutmureș)           | Lunca Mureșului, județul Mureș, după 1956   |
| Nirașteu                       | Ungheni, județul Mureș, din anii 1960(?)    |
| Porcești                       | Vălenii de Mureș, județul Mureș             |
| Potoc                          | Deleni, județul Mureș, din anii 1960 (?)    |
| Râpa de Sus                    | Vătava, județul Mureș                       |
| Reghinul Săsesc                | Reghin, județul Mureș, din 1945             |
| Remetea Secuiască              | Eremitu, județul Mureș, din 1968            |
| Săcalul de Câmpie              | Bărboși, județul Mureș                      |
| Săplac                         | Goreni, județul Mureș                       |
| Sânioana                       | Voivodeni, județul Mureș                    |
| Seleușul Mare                  | Seleuș, comuna Daneș, județul Mureș         |
| Seleușul Mic (Seleușul Săsesc) | Seleuș, comuna Zagăr, județul Mureș         |
| Sidrieșul Mic                  | Mura Mică, județul Mureș                    |
| Șaromberc, Șarombărc           | Dumbrăvioara, județul Mureș                 |
| Șaroșu Unguresc                | Delenii, județul Mureș, din 1968            |
| Șarpotoc                       | Glodeni, județul Mureș                      |
| Șunfalău sau Șomfalău          | Cornești, județul Mureș                     |
| Tăul Boilor                    | Deleni, județul Mureș, din 1968 (?)         |
| Tohat                          | Tăureni, județul Mureș                      |
| Trapold                        | Apold, județul Mureș, din 1925–1926         |
| Țicud                          | Valea Largă, județul Mureș, din 1925–1926   |
| Vâlcândorf                     | Vulcan, județul Mureș                       |
| Velcherul de Câmpie            | Răzoare, Mureș, județul Mureș               |
| Zoltan                         | Mihai Viteazu, Mureș, județul Mureș         |

## Județul Neamț
| Nume original | Nume schimbat, perioada |
| ------------- | ----------------------- |

## Județul Olt
| Nume original | Nume schimbat, perioada         |
| ------------- | ------------------------------- |
| Puturoasa     | Teiușu, județul Olt, din 1965   |
| Spurcați      | Oltișoru, județul Olt, din 1965 |

## Județul Prahova
| Nume original | Nume schimbat, perioada |
| ------------- | ----------------------- |

## Județul Satu Mare
| Nume original | Nume schimbat, perioada                               |
| ------------- | ----------------------------------------------------- |
| Calmand       | Cămin, județul Satu Mare                              |
| Careii Mari   | Carei, județul Satu Mare                              |
| Chișfalău     | Satu Mic, județul Satu Mare                           |
| Ciomocoz      | Ciumești, județul Satu Mare                           |
| Ghilvaci      | General Gheorghe Avramescu, județul Satu Mare         |
| Ioarăș        | Orașu Nou, județul Satu Mare                          |
| Mețenț        | Ady Endre, județul Satu Mare, din anul 1945           |
| Mihaifalău    | Mihăieni, județul Satu Mare, din anii 1920            |
| Petreu        | Petrești, județul Satu Mare                           |
| Piele         | Becheni, județul Satu Mare                            |
| Sătmar        | Satu Mare, județul Satu Mare                          |
| Sânianoș      | Ianculești, județul Satu Mare                         |
| Sânmartin     | Mărtinești, județul Satu Mare                         |
| Socaciu       | Săcășeni, județul Satu Mare                           |
| Șarchiuz      | Livada, județul Satu Mare, din perioada comunistă     |
| Șard          | Noroieni, județul Satu Mare, din perioada interbelică |
| Zsadány       | Sătmărel, județul Satu Mare, din perioada interbelică |

## Județul Sălaj
| Nume original    | Nume schimbat, perioada                                             |
| ---------------- | ------------------------------------------------------------------- |
| Cățălu           | după 1956 Meseșenii de Sus, județul Sălaj                           |
| Cățălul Unguresc | Cățălușa (din anii 1920), după 1956 Meseșenii de Jos, județul Sălaj |
| Ciachi-Gârbou    | Gârbou, județul Sălaj                                               |
| Cioara           | Deleni, județul Sălaj, după 1956                                    |
| Ciumeni          | Podișu, județul Sălaj, din 1967                                     |
| Curitău          | Sălăjeni, județul Sălaj                                             |
| Fizeș            | Stupini, județul Sălaj                                              |
| Giumelciș        | Plopiș, județul Sălaj                                               |
| Hidig            | Măeriște, județul Sălaj                                             |
| Husasău          | Huseni, județul Sălaj                                               |
| Husmezeu         | Valea Lungă, județul Sălaj                                          |
| Iapa             | Fântânele-Rus, județul Sălaj, după 1956                             |
| Lăpu             | Ruginoasa, județul Sălaj, din 1925–1926                             |
| Mocirla          | Valea Pomilor, județul Sălaj, după 1956                             |
| Nierța           | Mierța, județul Sălaj, din 1925–1926                                |
| Nireș            | Mesteacănu                                                          |
| Săplac           | Aluniș, județul Sălaj, din 1926                                     |
| Strâmba          | Păduriș, județul Sălaj, din 1964                                    |
| Țigani           | Crișeni, județul Sălaj, din 1925–1926                               |
| Unguraș          | Românași, județul Sălaj, 8 iulie 1947                               |
| Valea-Rea        | Vălișoara, județul Sălaj                                            |
| Valea-Ungurului  | Făgetu, județul Sălaj, după 1956                                    |
| Vașcapău         | Poarta Sălajului, județul Sălaj, anii 1960                          |
| Zălau            | Zalău, județul Sălaj, cca. 1956                                     |

## Județul Sibiu
| Nume original             | Nume schimbat, perioada                      |
| ------------------------- | -------------------------------------------- |
| Alma Săsească             | Alma, azi Alma Vii, județul Sibiu            |
| Apoșdorf                  | Apoș, județul Sibiu                          |
| Bendorf                   | Benești, județul Sibiu, din anii 1960        |
| Cacova Sibiului           | Fântânele, județul Sibiu                     |
| Daia Săsească             | Daia, județul Sibiu, din 1930                |
| Dupușdorf                 | Dupuș, județul Sibiu, după 1922              |
| Ernea Săsească            | Ernea, județul Sibiu                         |
| Felța                     | Florești, județul Sibiu, din anii 1970       |
| Frâua                     | Axente Sever, județul Sibiu, din anii 1970   |
| Găinari                   | Poienița, județul Sibiu, din 1964            |
| Hendorf                   | Brădeni, județul Sibiu (din 1968)            |
| Hundrubechiu              | Movile, județul Sibiu                        |
| Iacășdorf                 | Iacobeni, județul Sibiu, din anii 1920       |
| Ibașfalău (Elisabetopole) | Dumbrăveni, județul Sibiu, din anii 1930     |
| Ibișdorful Român          | Ighișu Vechi, județul Sibiu                  |
| Ibișdorful Săsesc         | Ighișu Nou, județul Sibiu                    |
| Laslea Mare               | Laslea, județul Sibiu                        |
| Măgărei                   | Pelișor, județul Sibiu                       |
| Mardeșu                   | Moardăș, județul Sibiu                       |
| Metișdorf                 | Metiș, județul Sibiu, din 1925–1926          |
| Motișdorf                 | Motiș, județul Sibiu                         |
| Petișdorf                 | Petiș, județul Sibiu                         |
| Porcești                  | Turnu Roșu, județul Sibiu, din anii 1970     |
| Proștea                   | Stejărișu, județul Sibiu, între 1956 și 1966 |
| Proștea Mare              | Târnava, județul Sibiu, din 1958             |
| Proștea Mică              | Târnăvioara, județul Sibiu, din 1964         |
| Retișdorf                 | Retiș, județul Sibiu                         |
| Richișdorf                | Richiș, județul Sibiu, după 1922             |
| Roșia Săsească            | Roșia, județul Sibiu                         |
| Șaldorf                   | Mihăileni, județul Sibiu                     |
| Șaroșu Săsesc             | Șaroș pe Târnave, județul Sibiu, după 1922   |
| Șulumberg                 | Dealu Frumos, județul Sibiu, din 1925–1926   |
| Vorumloc                  | Valea Viilor, județul Sibiu, din anii 1970   |

## Județul Suceava
| Nume original | Nume schimbat, perioada                                |
| ------------- | ------------------------------------------------------ |
| Fürstenthal   | Voievodeasa, județul Suceava, din perioada interbelică |
| Găureni       | Dumbrava, județul Suceava                              |
| Milișăuți     | Emil Bodnăraș, județul Suceava, din 1970(?) - 1990     |
| Verpolea      | Pădureni, județul Suceava, anul 1968                   |

## Județul Teleorman
| Nume original       | Nume schimbat, perioada                               |
| ------------------- | ----------------------------------------------------- |
| Asan-Aga            | Bujoreni, județul Teleorman, din 1964                 |
| Atârnați            | Măgura cu Liliac, județul Teleorman, din 1964         |
| Atârnați            | Cernetu, județul Teleorman, din 1964                  |
| Baciu de Sus        | Baciu, județul Teleorman, din 1931                    |
| Bălțați             | Stejaru, județul Teleorman, din 1964                  |
| Băsești             | Călmățuiu, județul Teleorman, din 1964                |
| Belitori            | Troianu, județul Teleorman, din 1964                  |
| Bivolița            | Izvoarele, județul Teleorman, 1964-1996               |
| Cârligați           | Călmățuiu, județul Teleorman, din 1964                |
| Călmățuiu           | Călmățuiu de Sus, județul Teleorman, din 1968         |
| Călugărița          | Merișani, județul Teleorman, din 1964                 |
| Cățelești           | Burdeni, județul Teleorman, din 1964                  |
| Cioc                | Viile, județul Teleorman, din 1964                    |
| Crevenicu-Mare      | Crevenicu, județul Teleorman, din anii 1920           |
| Crevenicu-Rădulești | Rădulești, județul Teleorman, din anii 1920           |
| Derapați-Hârlești   | Schela, județul Teleorman, 1964-2000                  |
| Drăgănești          | Drăgănești-Vlașca, județul Teleorman, din 1950        |
| Drăgănești-Țigănia  | Drăgănești, azi Drăgănești de Vede, județul Teleorman |
| Flămânda            | Moșteni, județul Teleorman, din 1964                  |
| Flămânda            | Poiana, județul Teleorman, din 1964                   |
| Izvoarele           | Copăceanca, județul Teleorman, din 1996               |
| Gratia Mare         | Gratia, județul Teleorman, din 1931                   |
| Mitropolia          | Clănița, județul Teleorman, din 1964                  |
| Muți                | Satul Vechi, județul Teleorman, din 1964              |
| Nătărăi             | Satul Nou, județul Teleorman, din 1964                |
| Ologu               | Crângu, județul Teleorman, din 1964                   |
| Papa                | Brebina, județul Teleorman, din 1964                  |
| Pârlita             | Urluiu, județul Teleorman, din 1964                   |
| Perii Râioși        | Perii Broșteni, județul Teleorman, din 1931           |
| Pielea              | Teleormanu, județul Teleorman, din 1964               |
| Puținelu            | Valea Părului, județul Teleorman, din 1964            |
| Râioasa             | Lunca, județul Teleorman, din 1964                    |
| Rudari              | Prundu, județul Teleorman, din 1964                   |
| Schela              | Derapați, județul Teleorman, din 2000                 |
| Siliștea            | Siliștea Nouă, județul Teleorman, 1968-1996           |
| Siliștea Gumești    | Siliștea, județul Teleorman, 1964-1968                |
| Siliștea Nouă       | Siliștea Gumești, județul Teleorman, din 1996         |
| Șopârlești          | Siliștea Mică, județul Teleorman, din 1964            |
| Țigănia             | Coșoteni, județul Teleorman, din 1964                 |

## Județul Timiș
| Nume original                       | Nume schimbat, perioada                                                               |
| ----------------------------------- | ------------------------------------------------------------------------------------- |
| Băsești, Timiș                      | Begheiu Mic, județul Timiș, după 1956                                                 |
| Bencecul German                     | Bencecu de Sus, județul Timiș, din anii 1920                                          |
| Bencecul Român                      | Bencecu de Jos, județul Timiș, din anii 1920                                          |
| Beregsăul Nemțesc (Nămat)           | Beregsău Mic, județul Timiș, după 1924                                                |
| Beșenova-Nouă                       | Dudeștii Noi, județul Timiș, după 1956                                                |
| Beșenova-Veche                      | Dudeștii Vechi, județul Timiș, după 1956                                              |
| Bujor                               | Traian Vuia, județul Timiș, după 1950                                                 |
| Cetad                               | Lenauheim, județul Timiș, din anul 1926 Arhivat în 5 martie 2016, la Wayback Machine. |
| Chetfel                             | Gelu, județul Timiș                                                                   |
| Chizdia                             | Coșarii, județul Timiș, din 1964                                                      |
| Ciavoș                              | Grăniceri, județul Timiș, din 1967                                                    |
| Constanța                           | Lunga, județul Timiș                                                                  |
| Csatád                              | Lenauheim, județul Timiș, din 1927                                                    |
| Igazfalva                           | Dumbrava, județul Timiș                                                               |
| Jadani                              | Cornești, județul Timiș, după 1956                                                    |
| Medveș                              | Urseni, județul Timiș                                                                 |
| Ohaba Sârbească                     | Ohaba Română, județul Timiș                                                           |
| Omor                                | Rovinița Mare, județul Timiș, din 1964                                                |
| Remetea Nemțească                   | Remetea Mică, Timiș, județul Timiș, din 1945 (?)                                      |
| Saparifalva                         | Țipari, județul Timiș                                                                 |
| Satu Mic                            | Victor Vlad Delamarina, județul Timiș, după 1966                                      |
| Tolvădia                            | Livezile, județul Timiș, după 1986                                                    |
| Senteșul Nou, Uisenteș sau Sântești | Dumbrăvița, județul Timiș                                                             |

## Județul Tulcea
| Nume original                            | Nume schimbat, perioada                                                                    |
| ---------------------------------------- | ------------------------------------------------------------------------------------------ |
| Caramanchioi, Vintilă Brătianu, 6 Martie | Sălcioara, Județul Tulcea                                                                  |
| Geaferca Rusă                            | Căprioara, Județul Tulcea                                                                  |
| Hagiomer                                 | Cerbu                                                                                      |
| Hamangia                                 | Baia                                                                                       |
| Islam Geaferca sau Geaferca Turcească    | Florești, Județul Tulcea                                                                   |
| Meidanchioi                              | Valea Teilor, Județul Tulcea, după 1964 (conform Decretului Nr. 799 din 17 decembrie 1964) |
| Pârlita                                  | Victoria                                                                                   |
| Pisica                                   | Grindu, Județul Tulcea, după 1964 (conform Decretului Nr. 799 din 17 decembrie 1964)       |
| Poturu                                   | Panduru, Județul Tulcea                                                                    |
| Zaclău                                   | I. C. Brătianu, Județul Tulcea                                                             |

## Județul Vaslui
| Nume original   | Nume schimbat, perioada                                                                |
| --------------- | -------------------------------------------------------------------------------------- |
| Băsești, Vaslui | Viișoara, județul Vaslui, după 1964 (conform Decretului Nr. 799 din 17 decembrie 1964) |

## Județul Vâlcea
| Nume original | Nume schimbat, perioada |
| ------------- | ----------------------- |

## Județul Vrancea
| Nume original        | Nume schimbat, perioada                    |
| -------------------- | ------------------------------------------ |
| Andreiași            | Andreiașul Muntenesc, azi Andreiașu de Jos |
| Andreiașul Muntenesc | Andreiașu de Jos, județul Vrancea          |
| Făurei               | Garoafa, județul Vrancea, din 1968         |
| Galbeni              | Tănăsoaia, județul Vrancea                 |
| Găuri                | Livezile, județul Vrancea, din 1965        |
| Generalismul Suvorov | Dumbrăveni, județul Vrancea, din 1964      |
| Jorăști              | Vânători, județul Vrancea, după 1956       |
| Lacu lui Băban       | Gura Caliței, județul Vrancea, din 1970    |
| Mărtinești           | Tătăranu, județul Vrancea, din 1968        |
| Nereju Mare          | Nereju, județul Vrancea, din 1968          |
| Odobasca             | Poiana Cristei, județul Vrancea, din 1968  |
| Paraschiveni         | Gologanu, județul Vrancea                  |
| Plăinești            | Plăginești, azi Dumbrăveni                 |
| Plăginești           | Dumbrăveni, județul Vrancea                |
| Risipiți             | Milcovul, județul Vrancea, din 1964        |
| Sihastru             | Sahastru, județul Vrancea                  |
| Sihlele              | Sihlea, județul Vrancea, din 1931          |
| Sluți                | Valea Cotești, județul Vrancea, din 1964   |
| Valea Rea            | Galbeni, azi Tănăsoaia                     |

## Legături externe
- Decretul nr. 799/1964 privind schimbarea denumirii unor localități, lege5.ro. În total au fost modificate 868 de nume, dintre care un nume de raion, un nume de oraș, 135 comune și 733 sate. Denumirile modificate de acest decret au fost preluate de Legea nr.2/1968, privind organizarea administrativ-teritorială a României.